# Грозненская область
Гро́зненская о́бласть — административно-территориальная единица в составе РСФСР с центром в городе Грозный, существовавшая с марта 1944 года по февраль 1957 года.

## Образование
С 7 по 22 марта 1944 года на территории бывшей Чечено-Ингушской АССР, в составе Ставропольского края существовал Грозненский округ. Грозненская область была образована 22 марта 1944 года Указом Президиума Верховного Совета СССР после состоявшейся в феврале депортации чеченцев и ингушей (Операция «Чечевица») и соответственно упразднения 7 марта Чечено-Ингушской АССР (этот же указ Президиума ВС СССР post factum предписывал выселение чеченцев и ингушей, в действительности уже совершившееся). 25 июня 1946 года Верховный Совет РСФСР утвердил упразднение ЧИАССР, а 13 марта 1948 года внес упоминание о Грозненской области в статью 14 Конституции РСФСР 1937 года.
25 февраля 1947 года вместо упоминания о Чечено-Ингушской АССР Верховный Совет СССР внес в статью 22 Конституции СССР упоминание о Грозненской области.
Территорию области составила большая часть бывшей Чечено-Ингушской АССР. При расформировании ЧИАССР в состав Дагестанской АССР были переданы Веденский (см. Веденский район Дагестана), Ножай-Юртовский, Саясановский, Чеберлоевский, Курчалоевский, Шароевский, восточная часть Гудермесского района Указом Президиума Верховного Совета СССР. В составе Дагестанской АССР они были переименованы: Ножай-Юртовский — в Андалалский (с. Андалалы), Саясановский — в Ритлябский (с. Ритляб), Курчалоевский — в Шурагатский (с. Шурагат). Одновременно были ликвидированы Чеберлоевский и Шароевский районы, с передачей их территорий в состав Ботлихского и Цумадинского районов Дагестанской АССР.
Город Малгобек, Ачалукский, Назрановский, Пседахский, Пригородный районы бывшей ЧИАССР были переданы Северо-Осетинской АССР. Итум-Калинский район, вошедший в состав Грузинской ССР, ликвидирован Указом Президиума Верховного Совета СССР, территория его включена в Ахалхевский район.
В состав области были также включены ранее входившие в Ставропольский край (вне его «округов») Наурский район с преимущественно русским (казачьим) населением, город Кизляр, Кизлярский, Ачикулакский, Караногайский, Каясулинский, Шелковской районы бывшего Кизлярского округа.

## География и население
В результате такого перераспределения горские районы, из которых были выселены чеченцы, территориально составляли меньшую часть Грозненской области (чуть больше четверти её площади). Бо́льшую часть её образовывали степи между Тереком и Каспийским морем (к которому область имела значительный выход). Очертания области имели Г-образную форму (она «огибала» Дагестан). Большому количеству населённых пунктов были даны русские и осетинские названия вместо чеченских и ингушских.
После депортации чеченцев и ингушей соответствующие районы области заселялись в основном русскими (первоначально по разнарядке из Ставропольского края, затем из малоземельных и пострадавших в войну центральных областей, в том числе и добровольно), а также осетинскими, грузинскими, дагестанскими, армянскими, украинскими переселенцами. Так как большинство вайнахов жило в сельской местности, основной проблемой после депортации был подъём сельского хозяйства области; поэтому особенно поощрялось переселение колхозников. Им были переданы «принятые» у депортированных сельскохозяйственные угодья и скот. Первоначально колхозникам был разрешён бесплатный проезд по железной дороге на место переселения. Несмотря на это, план по выполнению посевной кампании даже спустя несколько лет не выполнялся и был снижен. В Грозненской области была восстановлена пострадавшая во время войны нефтяная промышленность.

## Административно-территориальное деление
Указом Президиума Верховного Совета СССР от 30 августа 1944 года село Ойсунгур было переименовано в Новогрозненское. По Указу Президиума Верховного Совета РСФСР от 23 февраля 1945 года в Грозненской области были переименованы Атагинский район в Предгорненский, Галашкинский — в Первомайский, Старо-Юртовский в Горячеисточненский, Урус-Мартановский — в Красноармейский, Шатоевский — в Советский, Шалинский — в Междуреченский, Ачхой-Мартановский в Новосельский. 25 июня 1946 года упразднение ЧИАССР и образование Грозненской области, произведенное за два года до того союзными властями, было утверждено властями РСФСР. В августе 1946 года в Грозненской области были образованы Горагорский (за счёт разукрупнения Надтеречного и Сунженского районов), Крайновский (за счёт разукрупнения Кизлярского района) и Новогрозненский районы (за счёт разукрупнения Гудермесского района).
На 1 июля 1947 года
- город Грозный
- город Кизляр
- Ачикулакский
- Горагорский
- Горячеисточненский
- Грозненский
- Гудермесский
- Караногайский
- Каясулинский
- Кизлярский
- Крайновский
- Красноармейский (бывший Урус-Мартановский)
- Междуреченский (бывший Шалинский)
- Надтеречный
- Новогрозненский
- Новосельский (бывший Ачхой-Мартановский)
- Наурский
- Первомайский (бывший Галашкинский)
- Предгорненский (бывший Атагинский)
- Советский (бывший Шатоевский)
- Сунженский
- Шелковский

На 1 января 1957 года
- город Грозный
- город Кизляр
- Ачикулакский
- Грозненский
- Гудермесский
- Караногайский
- Каргалинский
- Каясулинский
- Кизлярский
- Крайновский
- Красноармейский (бывший Урус-Мартановский)
- Междуреченский (бывший Шалинский)
- Надтеречный
- Новосельский (бывший Ачхой-Мартановский)
- Наурский
- Советский (бывший Шатоевский)
- Сунженский
- Тарумовский
- Шелковский

## Руководство области

### Председатели Исполнительного комитета Областного Совета
- Иван Николаевич Старчак (1901—1985) 1946—1949
- Георгий Ефремович Коваленко (1909—1992) 1949—1957

### Первые секретари областного комитета ВКП(б)-КПСС
- Пётр Фёдорович Чеплаков (1906—1985) 1946—1949;
- Иван Кузьмич Жегалин (1906—1984) 1949—1955;
- Александр Иванович Яковлев (1911-?) 1955—1957.

## Восстановление Чечено-Ингушской АССР и упразднение области
В 1956 году секретным указом с чеченцев и ингушей были сняты ограничения по месту спецпереселения. Хотя тем же указом было предусмотрено, что у них нет прав на возвращение, фактически несколько десятков тысяч переселенцев уже в течение 1956 года вернулись на родину. Встал вопрос о полной реабилитации обоих народов и восстановлении республики на исторической территории. Первый секретарь Грозненского обкома КПСС А. И. Яковлев, не возражая против реабилитации, был против восстановления республики на Кавказе, так как территория её была занята переселенцами. Он предлагал руководству СССР создать для чеченцев и ингушей автономии в Казахстане по месту компактного их проживания.
В январе 1957 года чеченцы и ингуши были официально возвращены из ссылки, Грозненская область упразднена, а Чечено-Ингушская АССР восстановлена указами Президиумов Верховных советов СССР и РСФСР от 9 января 1957 года. 11 февраля 1957 года Верховный Совет СССР утвердил указ своего Президиума от 9 января и вернул в ст. 22 Конституции СССР упоминание о ЧИАССР. При этом бывшие районы Грозненской области, не вошедшие в состав восстановленной ЧИАССР, вошли в другие субъекты РСФСР. Караногайский, Кизлярский, Крайновский, Тарумовский районы и город Кизляр были переданы в состав Дагестанской АССР (куда эта территория входила до 1937 года), Ачикулакский и Каясулинский районы — в состав Ставропольского края. При этом вернувшимся далеко не всегда были возвращены их дома, а занявшим ранее их место переселенцам не были предоставлены средства на новое переселение в другие регионы, что провоцировало межнациональные конфликты.
Первоначально планировалось отселить из чеченских и ингушских селений лишь несколько десятков тысяч дагестанцев, осетин и грузин из общего количества 70-80 тысяч человек. Русские же переселенцы должны были остаться на месте. По этой причине с учётом возвратившихся чеченцев и ингушей население республики должно было возрасти до 1 млн человек. Под тем предлогом, что оставаясь в прежних границах республика не сможет обеспечить своё поголовье скота кормами, было решено сохранить в составе республики Каргалинский, Шелковской и Наурский районы. Реальной причиной этого решения было стремление сохранить численное преобладание русского населения над горским. Кроме того, терские районы были экономически связаны с Грозным.
Площадь терских районов составляла 27 % общей территории восстановленной республики (5000 км² из 19 300). Однако прирост произошёл за счёт полупустынь Бурунной степи, где пригодной для земледелия была только узкая полоска земли вдоль Терека (примерно 1000 км²). Из прежних земель республики в пользу Северо-Осетинской АССР было изъято 1600 км² чернозёмных территорий Пригородного района.